# Dictionnaire des médicaments vétérinaires
Pour les articles homonymes, voir DMV.

En France, le Dictionnaire des Médicaments Vétérinaires (DMV) est l'équivalent du dictionnaire Vidal pour la médecine vétérinaire. C'est une publication française éditée et mise régulièrement à jour (annuelle) par l'éditeur point Santé. Le numéro 12 en 2012 a pour numéro ISBN le 978-2-863263-01-3. Le DVM semble être la seule source d'information sur les médicaments vétérinaires. 